# Acme (програмне забезпечення)
Acme — багатовіконний текстовий редактор і оболонка для операційної системи Plan 9, розроблений Робом Пайком.
Acme відрізняється від інших подібних середовищ редагування (наприклад, Emacs) тим, що він реалізований як файловий сервер, що працює за протоколом 9P.
Як і Emacs, Acme також може використовуватися як читач пошти та новин, а також як вікі-редактор через wikifs. Середовище дозволяє підключати зовнішні компоненти, які спілкуються з Acme через стандартний системний інтерфейс (9P).
Acme дозволяє використовувати мишачі жести, одну з глибоко інтегрованих особливостей Plan 9. На користувацький інтерфейс Acme великий вплив зробив GUI операційної системи Оберон.
Acme також підтримує командну мову редактора sam.
Acme, переписаний на мові програмування Limbo, — частина робочого середовища Inferno.
Для Unix-платформи існує Acme-таке середовище Wily, але він застарілий після перенесення оригінального Acme в складі Plan 9 for User Space, набору системних бібліотек Plan 9 для Unix-платформ.